# Bezirk Bocas del Toro
Bocas del Toro ist ein Bezirk (distrito) der Provinz Bocas del Toro in Panama. Die Einwohnerzahl betrug laut Volkszählung 2023 17.274.

## Gliederung
Der Bezirk Bocas del Toro ist administrativ in sechs Corregimientos unterteilt:
- Bocas del Toro
- Bastimentos
- Punta Laurel
- Tierra Oscura
- Bocas del Drago
- San Cristóbal